# 老翁镇
老翁镇，是中华人民共和国四川省宜宾市长宁县下辖的一个乡镇级行政单位。

## 行政区划
老翁镇下辖以下地区：
新华社区、大湾社区、虾蟆石社区、长翁村、金光村、公里村、天井村、盐井村、松林村、平原村、太平村、胜利村、大堰村、旭红村、俄池村、柳村、正冲村、黎明村和长河村。